# わくわく自販機ミュージアム
わくわく自販機ミュージアム（わくわくじはんきミュージアム）は、群馬県前橋市のサンデン赤城事業所（サンデンフォレスト）にある私立博物館。

## 概要
一般社団法人日本自動販売機工業会（現 一般社団法人日本自動販売システム機械工業会）が2012年（平成24年）4月3日に群馬県前橋市粕川町に開館した日本で初めての自動販売機の常設博物館である。
東日本大震災と東京電力福島第一原発事故の後の節電ムードの中で、24時間稼働する自動販売機が電気の無駄遣いと批判の対象になったため、日本自動販売機工業会が、自動販売機の歴史や省エネ技術などを知らせる目的で開館した。
館内には、世界最古の自動販売機と言われる「聖水自販機」のレプリカや、1960年代にヒットした「噴水型ジュース自販機」などレトロな自動販売機から最新型の自動販売機まで16台が展示されている。また、パネル展示やビデオ上映で、自動販売機の歴史や環境対応や社会貢献などが学べるようになっている。廊下には、清涼飲料自販機アイデアコンテストの入賞作品も展示されている。入場は無料で、見学には事前予約が必要。希望すればスタッフに説明してもらえる（所要時間約20分）。
2014年（平成26年）8月1日付で、わくわく自販機ミュージアムを含むサンデンフォレストが、前橋市から「環境教育等による環境保全の取組の促進に関する法律（環境教育等促進法）」第20条に定める「環境教育等における体験の機会の場」に、群馬県内で初めて認定された。わくわく自販機ミュージアムでヒートポンプによる省エネ技術や災害対応自販機を学ぶことができることも、認定の理由になっている。
2018年11月25日、運営している日本自動販売システム機械工業会より同年12月27日で閉館することが発表され、その1か月後の2018年12月26日、場所を提供しているサンデンホールディングスより、運営を引き継ぎ2019年2月1日よりリニューアルオープンする旨が報じられた。

## 主な展示自販機

### 昔の自販機
- 聖水自販機 - 紀元前215年ごろにエジプトの寺院で聖水を販売していた世界最古と言われる自動販売機のレプリカ[3][4][5][6]
- ハリスガムの自販機 - 国栄機械製作所（現グローリー社）が1962年（昭和37年）に製造を始めたチューインガム自動販売機[4]
- 噴水自販機 - 三共電器（現サンデン）が1962年（昭和37年）に製造を始めた、噴水のようにジュースが吹きあがる自動販売機[3][4][6]
- ビン自販機 - 三共電器（現サンデン）が1972年（昭和47年）に製造を始めたコカ・コーラ（瓶）の自動販売機[4]
- ホットorコールド自販機 - 温かい飲み物と冷たい飲み物を一つで販売できるようになった自動販売機[4]
- うどん・そばの自販機 - オートレストランなどで人気の自動販売機[4]

### 現代の自販機
- たばこ自販機 - 未成年者の喫煙防止のためにタスポが導入された自動販売機[4]
- タッチパネル式自販機 - タッチパネルで商品を選べ、カロリーやおすすめ商品を紹介してくれる自動販売機[4]
- 災害対策用自家発電装置付き自販機 - 災害時にレバーを回して発電して携帯電話やスマートフォンの充電ができる自動販売機[4][5][6]

## 沿革
- 2012年（平成24年）4月 - 開館[1][3][4][6]。
- 2014年（平成26年）8月 - わくわく自販機ミュージアムを含むサンデンフォレストが前橋市から「環境教育等における体験の機会の場」に認定[7][8]。

## 交通アクセス
- 東武鉄道赤城駅よりタクシー約20分[1][4]
- 北関東自動車道伊勢崎ICより約20分[1][4]